# Stanley, Falklandski otoci
Stanley (prije poznat kao Port Stanley) je glavni grad i jedino pravo gradsko 
naselja (s katedralom) na cijelom Falklandskom otočju. Nalazi se na Istočnom Falklandu, položen na padinama sjevernog brijega, južnije od luke Stanley, na jednom od najvlažnijih dijelova otočja. Po popisu iz 2006., grad je imao 2115 stanovnika.

## O gradu
Današnji Stanley je cestovno raskrižje Istočnog Falklanda, središte trgovine za cijelo otočje. Mjesna tvrtka (Falkland Islands Company) posjeduje najveći broj trgovina i hotel u gradu. Od znamenitosti u gradu važne su: Otočki muzej (Falkland Islands Museum), Guvernerova palača (Government House, podignuta 1845.), Slavoluk od kitove kosti, par totema, nekoliko ratnih grobnica i stari ratni brod u luci. 
Grad Stanley ima četiri puba, jedanaest svratišta i gostionica, tri restorana, trgovinu brze hrane (fish and chips) i tri crkve (uključujući anglikansku), od njih je Kristova crkva (najužnija katedrala na svijetu), uz nju se nalazi i glavni turistički ured na otočju.
Gradska vijećnica, služi i kao pošta, filatelistički ured, sud, knjižnica i dvorana za ples. U policijskoj postaji nalazi se jedini zatvor na otočju s trinaest ćelija.
Gradski komunalni centar ima jedini bazen na cijelom otočju, sportski centar, knjižnicu i školu. Pored centra nalazi se nogometni travnati teren na kojem se igraju službene utakmice.
Gradić Stanley ima hipodrom (nalazi se zapadno od grada), na kojem se održavaju godišnje dvodnevne konjičke utrke 26. – 27. prosinca. Ove Božićne utrke održavaju se već preko sto godina. Stanley ima golf teren,  s 18 rupa i klupskim prostorija, koji se nalazi zapadnije od grada.
Spomen-Bolnica Kralja Edwarda VII (King Edward VII Memorial Hospital) je glavna otočka bolnica, s kirurgijom, radiološkim odjelom, oralnom kirurgijom i hitnom pomoći. 
Nekoliko autobusnih i taksi društava rade u Stanleyu.
Stanley ima i radio stanicu (Falkland Islands Radio Station, FIRS), sjedište je Britanske antartičke misije, i tjedne novine (Penguin News).
Stanley ima dječji vrtić s jaslicama,  uz njega je i botanički vrt, u čijim se staklenicima uzgaja rijetko otočko povrće.

## Povijest naselja
Prvotno naselje i luka otočja bio je Port Louis sjevernije od današnjeg Stanleya, u zaljevu Berkeley Sound. Tadašnji upravitelj (guverner) otočja Moody,  odlučio se za premještanje na poziciju u Port Jackson, koji je preimenovan u Stanley Harbour (nakon ankete). Stanley Harbour imao je dublje sidrište i bolju luku. 
Rad na novom naselju započeo je 1843., status glavnog otočnog naselja dobio je 1845. Grad je ime dobio po Lordu Stanleyu, tadašnjem državnom tajniku za kolonije i rat. 
1849. trideset oženjenih umirovljenika iz Chelseaja doselili su se u Stanley da pomognu naseljavanju i obrani otočja.
Stanley se ubrzo razvio kao remontna luka, prije izgradnje Panamskog kanala, Port Stanley su redovito posjećivali brodovi koji su plovili opasnim Magellanovim prolazom. Istovremeno Stanley je bio baza brojnih kitolovaca kojih je bilo dosta u Južnom Atlantiku, a i baza za ekspedicije na Antartik. Stanley je bio važna stanica za ugaljen Britanske kraljevske mornarice.
Zbog toga su se pored njega odigrala jedna od najvećih pomorskih bitaka Prvog svjetskog rata - Bitka kod Falklandskih otoka i bitke kod River Plate u Drugom svjetskom ratu. Zračni promet sa Stanleyom se počeo odvijati letovima hidroplana iz Comodoro Rivadavia (Argentina). Zatim je otvorena zračna luka u Stanleyu se ispočetka koristila samo za najavljene letove i osiguranje veza s britanskim bazama na Antarktiku. Letovi za Argentinu su ukinuti nakon sukoba 1982. Od 1993. postoji redovni tjedni let za grad Punta Arenas u Čile. 
Stanley su okupirale argentinske postrojbe i držale ga u svojim rukama deset tjedana, tijekom Falklandskog rata 1982. Grad je i preimenovan u Puerto Argentino. Grad je pretrpio znatna oštećenja tijekom rata zbog dvostrukog granatiranja i od strane Argentinaca i Britanske mornarice (poginula su tri civila). 
Nakon rata Stanley je doživio rast tako da je danas veći za jednu trećinu.

## Vanjske poveznice
Vodič: Stanley_(Falkland_Islands) na Wikivoyageu